# 西蒙·普罗索

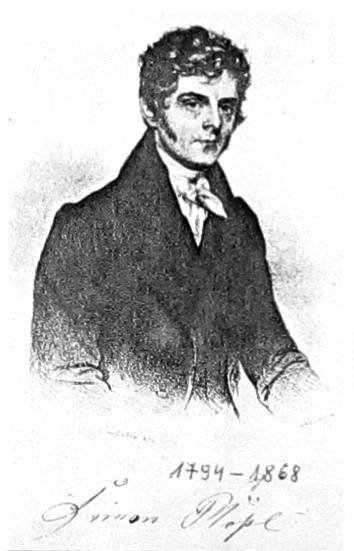
1836年的西蒙·普罗索

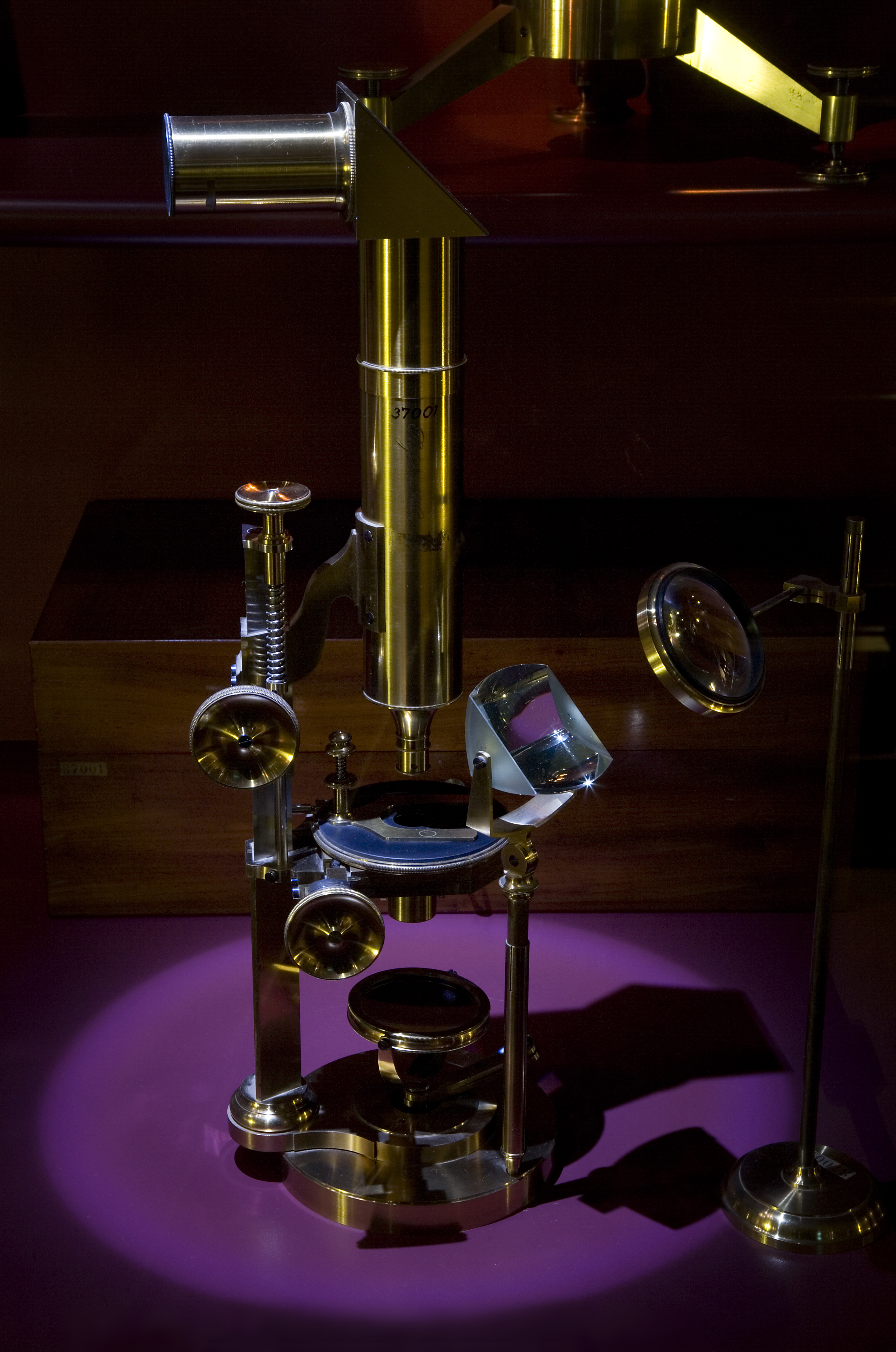
西蒙·普罗索开发的显微镜

西蒙·普罗索（德語：Simon Plößl，1794年9月19日—1868年1月29日）是一位奧地利光学仪器制造商。他最初在福伦达公司接受培训，1923年开设了自己的工作室，主要成就是改进了消色差物镜。